# 檜尾ケンシロウ
檜尾 ケンシロウ（ひのきお ケンシロウ、1998年4月12日 - ）は、日本の俳優、モデル。愛知県出身。身長187 cm。AZS entertainment所属。

## 来歴
2021年6月より名古屋おもてなし武将隊に所属。4代目前田利家役を務めている。

## 出演
名古屋おもてなし武将隊の出演参照

### テレビ
- おもてなし隊なごや（2021年 - 、メ〜テレ）

### ラジオ
- 名古屋おもてなし武将隊_戦国音絵巻（2021年 - 2022年、CBCラジオ）

### 舞台
- 名古屋モード学園
- BOCACEN NIGHT
- 名古屋おもてなし武将隊 覇王双乱（2022年、名古屋市芸術創造センター）
- Believe2023六人の覇王（2023年3月25日・26日、名古屋市芸術創造センター）

### モデル
- 熱田神宮会館
- The Forest of Lold
- ENLIED
- Be Free
- アクトプラス

### CM
- レゴランド
- ブラザー「YRLIVE」
- YUWAI

### 雑誌マガジン
- 東海ウォーカー